# 芒兰属
芒兰属（学名：Metanarthecium）是一种原产于东亚的单子叶开花植物。它唯一已知的物种是芒兰（Metanarthecium luteoviride），产于日本、韩国和千岛群岛。
目前有两个变种被认可：
- Metanarthecium luteoviride var. luteoviride - 日本、韩国和千岛群岛
- Metanarthecium luteoviride var. nutans Masam. - 屋久岛